# Barelvi
Ahle Sunnat wal Jamaat o sunnita Barelvi (urdu: بَریلوِی, Barēlwī, pronuncia urdu: [bəreːlʋi]) è un movimento revivalista sunnita che segue le scuole di giurisprudenza Hanafi e Shafi, con forti influenze sufi e con oltre 200 milioni di seguaci nell'Asia meridionale e in alcune parti dell'Europa, dell'America e dell'Africa. È un ampio movimento di orientamento sufi che comprende una varietà di ordini sufi, inclusi i Chistis, Qadiris, Soharwardis e Naqshbandis.